# Sinfonia n. 28 (Haydn)
La Sinfonia n. 28 in La maggiore, Hoboken I/28, di Joseph Haydn fu scritta nel 1765.
Questo lavoro fu concepito per un'orchestra di 2 oboi, 2 corni, archi e basso continuo.
Esso consta di quattro movimenti:
1. Allegro di molto, 3/4
2. Adagio, 2/4
3. Minuetto - Trio, 3/4
4. Presto, 6/8

Il desueto primo movimento presenta un motivo di tre note in risposta ad uno iniziale di quattro note. Nonostante ciò possa risultare quasi arido e secco, nelle mani di Haydn ciò che scaturisce è un risultato totalmente esilarante.
Il movimento lento presenta archi con sordino e contrasta il doloroso legato con sezioni di staccato.
Il minuetto presenta un bariolage in cui la stessa nota viene ripetuta su diverse corde, un effetto che il compositore regalerà più avanti con il Quartetto per archi Op. 50, n. 6.
La critica a Leipzig attaccò fortemente questa sinfonia, soprattutto per quanto riguarda il finale.